# Psammocora contigua
Psammocora contigua là một loài san hô trong họ Siderastreidae. Loài này được Esper mô tả khoa học năm 1797.

## Hình ảnh

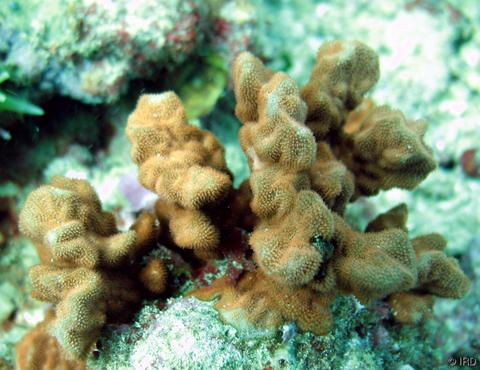
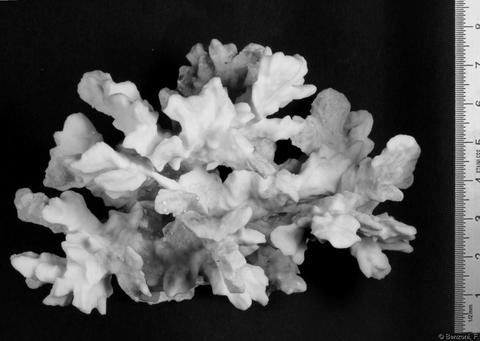
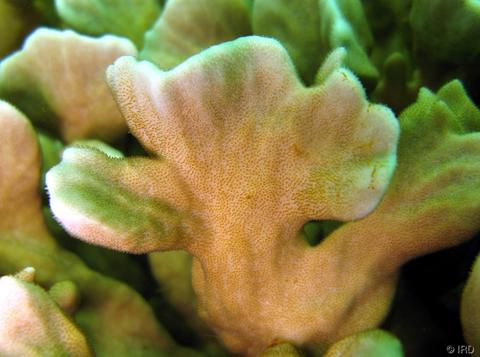